# Gewöll-Hornpilz
Der Gewöll-Hornpilz (Onygena corvina) ist eine Pilzart aus der Familie Onygenaceae.

## Merkmale
Der Fruchtkörper ist gestielt-kopfig und wirkt wie ein winziger Pistill. Die Köpfchen sind ca. 1 bis 2 Millimeter breit und beigebräunlich gefärbt. An der Außenseite sind sie kleiig. Der Stielteil hat eine Länge von ungefähr 5 bis 6 Millimeter und ist weißlich. In den Köpfchen werden die Sporen gebildet. Je 8 Sporen befinden sich in kugeligen bis eiförmigen Asci. Die Peridie des kopfigen Teils fällt bei der Reife auseinander, wodurch die Asci freikommen. Später degenerieren sie und geben die Sporen frei. Das Sporenpulver ist blass bräunlich. Die Sporen messen 5,5 bis 6,5 × 2,5 bis 3 Mikrometer. Sie sind mehr oder weniger hyalin, elliptisch, glatt und weisen 2 Öltröpfchen auf.

## Vorkommen
Der Gewöll-Hornpilz wächst auf Tier-Gewöllen, Federn oder den Stacheln toter Igel. Er kommt selten vor und ist von September bis November zu finden, teilweise wird in der Literatur bis zum Frühjahr angegeben.

## Belege
- Ewald Gerhardt: Pilze. BLV Buchverlag, München 2006, ISBN 978-3-8354-0053-5